# أوسكار كاريرا
أوسكار كاريرا (بالإسبانية: Óscar Carrera)‏ هو راكب الكنو إسباني، ولد في 9 مايو 1991 في توي في إسبانيا.

## وصلات خارجية
- أوسكار كاريرا على موقع اللجنة الأولمبية الدولية (الإنجليزية)
- أوسكار كاريرا على موقع أوليمبيديا (الإنجليزية)